# Ramsau im Zillertal
Ramsau im Zillertal  är en ort och kommun i distriktet Schwaz i förbundslandet Tyrolen i Österrike.